# Zaglossus
Genre
Le genre Zaglossus regroupe les échidnés à bec courbe. 

## Espèces
Il comporte trois espèces actuelles d'échidnés :
- Zaglossus attenboroughi Flannery & Groves, 1998
- Zaglossus bartoni (Thomas, 1907)
- Zaglossus bruijni (Peters & Doria, 1876)
- † Zaglossus owenii
- † Zaglossus ramsayi Owen, 1884
- † Zaglossus robustus Dun, 1895
- † Zaglossus hacketti (Glauert, 1914)
- † Zaglossus harrisoni Scott & Lord, 1922

Le site Mikko's Phylogeny Archive, cite d'autres espèces du genre Zaglossus.

## Alimentation
Le régime alimentaire des Zaglossus se compose presque exclusivement de vers de terre, mais ils peuvent également se nourrir de termites, d’autres larves d’insectes et de fourmis.